# Blame It on My Youth
«Blame It on My Youth» —en español: «La culpa es de mi juventud»— es una canción de la banda de rock estadounidense Blink-182. La canción fue lanzada el 8 de mayo de 2019 a través de Columbia Records, como el primer sencillo del octavo álbum de estudio Nine. La canción es una canción alegre y nostálgica que narra los primeros días de la banda. Fue escrito por el bajista Mark Hoppus, el baterista Travis Barker y el guitarrista Matt Skiba, así como el productor Tim Pagnotta, y los compositores Sam Hollander y Matt Malpass. La canción debutó con un video lírico con el reconocido artista de grafiti Risk.

## Composición
«Blame It on My Youth» se originó a partir de un patrón de batería que el baterista Travis Barker creó y que la banda y sus compositores tomaron y desarrollaron aún más. La canción fue producida y coescrita por Tim Pagnotta, conocido por su trabajo con Strumbellas, Neon Trees y Plain White T's. Escritores adicionales acreditados en la pista incluyen a Sam Hollander y Matt Malpass. La canción es su primer lanzamiento como parte de su nuevo acuerdo con Columbia Records. Líricamente, la canción nostálgicamente narra la educación de los miembros de la banda, y cómo llegaron a formar una banda.

## Radio y historial de lanzamientos
| País           | Fecha              | Formato           | Discográfica |
| -------------- | ------------------ | ----------------- | ------------ |
| Estados Unidos | 8 de mayo de 2019  | Digital download  | Columbia     |
| Estados Unidos | 14 de mayo de 2019 | Alternative radio | Columbia     |
| Estados Unidos | 14 de mayo de 2019 | Rock radio        | Columbia     |